# Cronica
Cronica – polski zespół muzyczny powstały w Jaworznie w 2014 roku. Grupa wykonuje muzykę zaliczaną jako folk metal, heavy folk czy folk rock. Styl zespołu charakteryzują zarówno melodyjne, złożone kompozycje z bogatą warstwą liryczną, jak i szybkie, skoczne utwory w klimacie polki. Nazwa zespołu nawiązuje do średniowiecznych utworów dziejopisarskich. Członkowie zespołu inspirują się szeroko pojęta muzyką ludową, celtycką i folkową z obszaru całej Europy. Od początku istnienia eksperymentują z brzmieniami oraz instrumentami charakterystycznymi dla poszczególnych rejonów kontynentu. Warstwa tekstowa inspirowana dawnymi legendami i podaniami ludowymi, wierzeniami, religią, a także filozofią oraz obecnymi odczuciami samych muzyków w sprawach doczesnych. Teksty językowo stylizowane są, jak to określają sami autorzy, na: „ludowo”. Wynika to z zapożyczania zwrotów i wyrazów z języka staropolskiego oraz gwar regionalnych.

## Muzyka
Wydawnictwa:
- 2022 – „Ukony”- CD
- 2018 – „Lustro” – singiel
- 2016 – „Na tej ziemi”- CD
- 2014 – „Świt historii”- EP

## Historia zespołu[4]

### 2014
Grupa powstała z inicjatywy Dariusza Dąbka (gitara elektryczna, śpiew), Dawida Dubiela (perkusja, teksty piosenek), Magdaleny Hałas (skrzypce) oraz Remigiusza Majchera (gitara elektryczna). Muzycy chcąc rozwinąć swoją działalność, na podwalinach wcześniejszego projektu w którym wspólnie występowali, tworzą nową grupę. Ich celem staje się wykonywanie muzyki folkowej w „cięższym” i bardziej złożonym wydaniu. Do grupy dołączają Adrianna „Adka” Kania (keyboard, lira korbowa, śpiew), Katarzyna „Ylgyrien” Karoń (śpiew, flet poprzeczny) oraz Jakub Karkoszka (gitara basowa). Zespół rozpoczyna koncerty oraz wydaje pierwszą EP pt. „Świt historii”. Na płycie ukazały autorskie kompozycje zespołu oraz aranżacja szwedzkiej, ludowej pieśni „Herr Mannelig” (wg tłumaczenia Jacka Dobrzynieckiego).

### 2015 – 2016
Zespół opuszcza Jakub Karkosza, jego miejsce zajmuje Maciej Rzyman. Ukazuje się wydawnictwo grupy „Na tej ziemi”. Płyta zwiera kilka odświeżonych kompozycji z poprzedniego EP, autorskie kompozycje oraz własne aranżacje ludowych pieśni, takich jak „Idzie dysc” oraz „Herr Holger” (wg tłumaczenia Jacka Dobrzynieckiego).

### 2017 – 2019
Zespół aktywnie koncertuje na terenie całego kraju oraz poza jego granicami (Czechy, Niemcy). W 2019 roku zespół występuje podczas Pol’and’Rock festival. W tym samym roku zespół opuszcza gitarzysta Remigiusz Majcher.

### 2020 – 2022
Działalność koncertowa zespołu została zatrzymana przez wybuch epidemii Covid 19. Muzycy pracują nad nowym materiałem, czego efektem został album „Ukony” (tłum. Obowiązki) wydany początkiem roku 2022. Gościnnie w nagraniach udział wziął Rafał „Rasta” Piotrowski (Decapitated), a mix i mastering powierzono Tomaszowi „Zed” Zalewskiemu. Płyta stanowi zdecydowanie bardziej ciężkie i gitarowe oblicze zespołu. Warstwa liryczna jest bardziej rozbudowana i podparta w dużej mierze growlingiem oraz damskimi wokalami. W lutym 2022 zespół wyruszył w trasę „Ukony Tour” promującą nowe wydawnictwo.

## Członkowie[13]
Aktywni członkowie zespołu:
- Dariusz Dąbek – wokal, gitara elektryczna
- Adrianna Kania – lira korbowa, keyboard, wokal
- Agnieszka Plewińska – skrzypce
- Maciej Rzyman – gitara basowa
- Dawid Dubiel – perkusja, autor tekstów
- Kat Poręba – wokal, bęben szamański
- Jakub Niżyński – gitara elektryczna

Byli członkowie zespołu:
- Marta Janas – wokal (do 2025r.)
- Magdalena Hałas – skrzypce (do 2024r.)
- Katarzyna Karoń – wokal, flet poprzeczny (do 2022r.)
- Maciej Balcer – gitara elektryczna (do 2022r.)
- Kacper Sarama – gitara elektryczna (do 2021r.)
- Remigiusz Majcher – gitara elektryczna (do 2019r.)
- Jakub Karkoszka – gitara basowa (do 2015r.)